# Nothotrichia illiesi
Nothotrichia illiesi är en nattsländeart som beskrevs av Oliver S. Flint Jr. 1967. Nothotrichia illiesi ingår i släktet Nothotrichia och familjen smånattsländor. Inga underarter finns listade i Catalogue of Life.